# Danny Lee (effets spéciaux)
Pour les articles homonymes, voir Danny Lee et Lee.
Danny Lee (9 juillet 1919 - 28 novembre 2014), est un graphiste et expert des effets spéciaux américain.

## Biographie
Danny Lee est né en 1919 et après son service militaire durant la Seconde Guerre mondiale, il entre chez Lockheed. Au milieu des années 1950, il se lance dans le cinéma mais ce n'est que dans les années 1960 qu'il rejoint les équipes d'effets spéciaux, alors en manque d'effectifs qualifiés sur Un monde fou, fou, fou, fou (1963). Pour Bonnie et Clyde (1967) il conçoit un système de planches à clou pour la scène finale, la mort de Bonnie et Clyde sous un déluge de mitraillettes. Il conçoit aussi de nombreux gadgets pour la série télévisée d'agent secret Matt Helm.
À la fin des années 1960, il entre aux studios Disney et devient en 1971 le directeur du département effets spéciaux.
Il travaille pour Disney jusqu'en 1981.

## Filmographie
- 1957 : Ghost Diver
- 1960 : Les Robinsons des mers du Sud
- 1963 : Un monde fou, fou, fou, fou
- 1966 : Bien joué Matt Helm
- 1966 : Qu'as-tu fait à la guerre, papa ?
- 1967 : Bonnie et Clyde
- 1967 : Matt Helm traqué
- 1968 : Un amour de Coccinelle
- 1969 : Le Secret de Santa Vittoria
- 1970 : Pussycat, Pussycat, I Love You (en) de Rodney Amateau
- 1971 : L'Apprentie sorcière
- 1972 : Pas vu, pas pris
- 1972 : 3 Étoiles, 36 Chandelles
- 1973 : Charley et l'Ange
- 1973 : Nanou, fils de la Jungle
- 1974 : L'Île sur le toit du monde
- 1974 : Mes amis les ours
- 1974 : Le Nouvel Amour de Coccinelle
- 1975 : La Montagne ensorcelée
- 1975 : Le Gang des chaussons aux pommes
- 1975 : L'Homme le plus fort du monde
- 1976 : Gus
- 1976 : La Folle Escapade (No Deposit, No Return)
- 1976 : Le Trésor de Matacumba
- 1976 : Un candidat au poil
- 1976 : Un vendredi dingue, dingue, dingue
- 1977 : La Coccinelle à Monte-Carlo
- 1977 : Peter et Elliott le dragon
- 1978 : Child of Glass (téléfilm)
- 1978 : Tête brûlée et pied tendre (Hot Lead and Cold Feet) de Robert Butler
- 1978 : Le Chat qui vient de l'espace
- 1978 : Les Visiteurs d'un autre monde
- 1979 : Le Trou noir (superviseur effets mécaniques)
- 1979 : Le Retour du gang des chaussons aux pommes
- 1979 : The North Avenue Irregulars
- 1980 : La Coccinelle à Mexico
- 1980 : Le Dernier Vol de l'arche de Noé
- 1980 : Les Yeux de la forêt (effets spéciaux mécaniques)
- 1980 : Une nuit folle, folle (Midnight Madness)
- 1980 : The Ghosts of Buxley Hall (en) (téléfilm)
- 1981 : Amy
- 1981 : Le Dragon du lac de feu
- 1981 : Max et le Diable

## Récompenses et Nominations
- Oscar des meilleurs effets visuels avec Eustace Lycett et Alan Maley pour L'Apprentie sorcière en 1972